# Otto Atmanspacher
Robert Otto Atmanspacher (* 24. September 1861 in Thum; † nach 1935) war ein deutscher Pädagoge.

## Leben
Atmanspacher wurde in der sächsischen Stadt Thum im Erzgebirge als Sohn des Bandfabrikanten Robert Atmanspacher und dessen Ehefrau Emme geborene Krumbholz geboren. Von 1867 bis 1875 besuchte er die Bürgerschule in Thum und danach bis 1880 das Seminar in Annaberg. Im Anschluss war er drei Jahre als Lehrer in seiner Heimatstadt Thum tätig. Von 1883 bis 1886 studierte er an der Universität Leipzig. Dort promovierte er zum Dr. phil. Das Thema seiner 1896 erfolgreich verteidigten Dissertation lautete Die Grundlagen unserer Herrschaft über die Zahlen. 
Nach Abschluss des Studiums von 1886 bis 1898 wirkte er als Lehrer an der Volksschule in Leipzig, danach bis 1901 an der Realschule in Stollberg im Erzgebirge. Im Anschluss wechselte er bis 1906 an das Seminar in Schneeberg und war dann bis zu seiner Pensionierung Lehrer und zuletzt Oberstudienrat am Lehrerseminar in Annaberg-Buchholz. Er legte mehrere schulpädagogische Schriften vor, die sich vor allem mit Mathematik, Zahlen- und Rechenpsychologie befassen. Beispielsweise versuchte er, die Zahlenbenennungen selbst als Einheiten und ihre Aggregate als Anzahlen aufzufassen.
Für seine Verdienste erhielt er den Professoren-Titel verliehen.

## Familie
- Am 26. September 1891 heiratete er Sidonie Hofmann, die Tochter des Strumpffabrikanten Thebald Hofmann aus Thum.

## Schriften (Auswahl)
- Die Grundlagen unserer Herrschaft über die Zahlen, Leipzig, Verlag der Dürr'schen Buchhandlung, 1897.
- Der Rechenunterricht im ersten Schuljahre, Leipzig, B. G. Teubner, 1906.
- Zahlen- und Rechenpsychologie, Annaberg im Erzgebirge, Neupädagogischer Verlag, 1928.